# Nassella pampagrandensis
Nassella pampagrandensis là một loài thực vật có hoa trong họ Hòa thảo. Loài này được (Speg.) Barkworth mô tả khoa học đầu tiên năm 1990.